# &.LOVE
&.LOVE（アンドラブ）は、エフエム北海道（AIR-G'）で放送されていたラジオ番組。

## 概要
タイトルの「&.LOVE」は、Life、Only One、Vacation、Entertainment の頭文字である。
2017年11月11日の放送で、公式LINEと公式Twitterを始めたことが発表された。
2018年4月7日から翌年3月16日まで、AbemaTV「AbemaRADIO」チャンネルで8:00 - 10:00の放送を配信していた。
2019年8月10日の放送で、パーソナリティ・鈴木彩可が9月から産休に入ることが発表された。
2020年6月20日の放送で、鈴木彩可が7月から復帰することが発表された。
2020年10月3日の放送は、特別番組「NEW VALUES～障碍者の文化芸術フェスティバル」のため、休止された。（休止は、2017年4月の番組開始以来、初めてである。）
2021年3月20日の放送で、鈴木彩可が3月27日の放送をもって番組を卒業することが発表された（4月より「Be My Radio」月・火を担当）。後任は「REALIVE RADIO」担当の豊澤瞳で4月3日より出演
2021年4月17日の放送で、「LOVE SAUNA ＜ラブサウナ＞」のコーナーがPodcast配信されることが発表された。
2021年10月2日放送は「FEELD GOOD FES.石狩」会場のサン・ビレッジいしかりから公開生放送。
2022年2月5日放送は、豊澤瞳に代わり、森本優アナウンサーがパーソナリティを務めた。
2023年3月11日の放送で、豊澤瞳が3月25日の放送をもって番組を卒業することが発表された（4月より「そと遊びRadio」を担当）。後任は同月限定で放送していた「ハルソワ」担当の濱木琴音で4月1日より出演。
2023年4月8日放送は、濱木琴音に代わり、森本優アナウンサーがパーソナリティを務めた。
2024年5月11日放送は、濱木琴音に代わり、「Be My Radio」水・木担当の大野真奈がパーソナリティを務めた。
2024年6月15日の放送で、6月29日の放送をもって番組が終了することが発表された。
2024年6月29日の最終回では、初代パーソナリティ・鈴木彩可と二代目パーソナリティ・豊澤瞳のコメントが放送された。
後継番組は「POP!」で、パーソナリティは濱木琴音が続投するが、第3部のスタジオはAIR-G'本社からCOCONO SUSUKINO内のMID.α STUDIOに移る。

## 放送・配信時間
いずれもJST。
ラジオ
- AIR-G' 土曜日 08:00 - 10:00、11:00 - 11:55（2017年4月1日 - 2024年6月29日）

インターネット配信
- AbemaRADIO 土曜日 08:00 - 10:00（2018年4月7日 - 2019年3月16日）

## 出演者
パーソナリティ
- 鈴木彩可（2017年4月1日 - 2019年8月31日、2020年7月4日 - 2021年3月27日）
- トリーシャ（2019年9月7日 - 2020年6月27日）
- 豊澤瞳（2021年4月3日 - 2023年3月25日）
- 濱木琴音（2023年4月1日 - 2024年6月29日）

小樽さんぽ
- 田口智子（2017年4月1日 - 7月29日）- 前番組より継続。FMおたるパーソナリティーで「小樽さんぽ」シリーズの著者。
- 石橋八千代（2017年8月5日 - 2020年9月26日） - FMおたるパーソナリティー
- 花男（2020年10月10日 - 2021年9月25日） - 小樽在住のシンガーソングライター、太陽族（活動休止中）のボーカル。
- アオバトさん（2021年10月2日 - 2024年6月29日） - 小樽アオバト情報局主宰。

NEXCO東日本ドライビングナビゲーター
- 今宮廉 - 元STVディレクター。メディアプロデューサー。「ドライブの達人」として月1回出演。

## オープニング・ナンバー
| 放送回  | 放送日        | 曲名                               | アーティスト                 | メッセージテーマ                       |
| ------- | ------------- | ---------------------------------- | ---------------------------- | -------------------------------------- |
| 第353回 | 2024年1月6日  | アイミル                           | 中村佳穂                     | 発表します!2024                        |
| 第354回 | 2024年1月13日 | Slow Down                          | THE CHARM PARK               | キレイにしてる?                        |
| 第355回 | 2024年1月20日 | MIND TRICK                         | JAMIE CULLUM                 | 魚を食べよう!                          |
| 第356回 | 2024年1月27日 | ユメのはじまり。                   | グソクムズ                   | 離れられない                           |
| 第357回 | 2024年2月3日  | Love is Beautiful with Ginger Root | Rei                          | 我が家のベテラン                       |
| 第358回 | 2024年2月10日 | One of a kind feat. Sarah Kang     | SAM OCK                      | 真冬の心得                             |
| 第359回 | 2024年2月17日 | I'M IN LOVE WITH YOU               | THE 1975                     | チーズ                                 |
| 第360回 | 2024年2月24日 | IMAGINE IF                         | GNASH                        | 準備してます!                          |
| 第361回 | 2024年3月2日  | 恋のはじまり                       | 家入レオ×大原櫻子×藤原さくら | 卒業宣言                               |
| 第362回 | 2024年3月9日  | Shine Out                          | imase                        | 踊るリサイクル                         |
| 第363回 | 2024年3月16日 | CITY                               | Rei                          | 最高のペアリング                       |
| 第364回 | 2024年3月23日 | 春の修羅 feat.塩塚モエカ（羊文学） | 奇妙礼太郎                   | 我が家のお弁当事情                     |
| 第365回 | 2024年3月30日 | Make My Day（prod.Gimgigam）       | YonYon                       | 2023年度あなたのナンバーワン           |
| 第366回 | 2024年4月6日  | ロマンス                           | kiki vivi lily               | 春なので…                              |
| 第367回 | 2024年4月13日 | 近頃                               | Bialystocks                  | どうするゴールデンウィーク             |
| 第368回 | 2024年4月20日 | Hello,it's me                      | YUKI                         | 給食・学食・社食                       |
| 第369回 | 2024年4月27日 | Kirakira                           | 藤原さくら                   | この道の駅がすごい!2024                |
| 第370回 | 2024年5月4日  | BFF                                | ゆいにしお                   | この街のココが好き                     |
| 第371回 | 2024年5月11日 | 最幸のふたり                       | 竹内アンナ                   | 洗う                                   |
| 第372回 | 2024年5月18日 | Sweet Sweet feat.土岐麻子          | THREE1989                    | 我が愛しの喫茶店                       |
| 第373回 | 2024年5月25日 | Spaceship                          | DURDN                        | ぼちぼち始めてます                     |
| 第374回 | 2024年6月1日  | NICE TO MEET YOU                   | IMAGINE DRAGONS              | アウトドア                             |
| 第375回 | 2024年6月8日  | 踊りの合図                         | Lucky Kilimanjaro            | ウキウキトッピング in My Life          |
| 第376回 | 2024年6月15日 | ROAR                               | KATY PERRY                   | あなたの重大発表                       |
| 第377回 | 2024年6月22日 | No Problems                        | Ginger Root                  | ちょこっと&.LOVE                       |
| 第378回 | 2024年6月29日 | IT'S A BEAUTIFUL DAY               | MICHAEL BUBLE                | &.LOVEラスト ウィッシュでフィニッシュ! |

## タイムテーブル
第一部
- 08:00 オープニング
- 08:03 オープニング ・ナンバー
- 08:15 天気予報
- 08:25 Traffic Information（道路交通情報）
- 08:35 おでかけ情報
- 08:50 小樽さんぽ（提供：かま栄）

第二部
- 09:00 第二部オープニング
- 09:10 ソワコト〜So Wonderful Tings
- 09:30 お天気・道路の情報（提供：ネクスコ東日本）
- 09:40 ことさんごはん
- 10:00 第二部終了 次番組『SPORTS BEAT supported by TOYOTA（旧・TOYOTA Athlete Beat）』

第三部
- 11:00 リスタートオープニング
- 11:05 花咲かコトバ
- 11:10 Traffic Information（道路交通情報）（提供：北海道川崎建機）
- 11:20 知っチャオ!
- 11:55 第三部終了 次番組『AIR-G'ヘッドラインニュース』

「&.HAPPINESS（ISHIYA）」コーナー（11:05 - ）は、2020年9月26日まで放送されていた。
「&.CINEMA」コーナー（8:35 - ）は、2021年3月27日まで放送されていた。
「NEXCO東日本ドライビングナビゲーター あそびんぐ北海道」コーナー（9:30 - ）は、2023年3月25日まで放送されていた。
「LOVE SAUNA ＜ラブサウナ＞」コーナー（11:05 - ）は2023年3月25日まで放送されていたが、4月より『そと遊びRadio』内に移動して継続。
「月刊「濱木学ぶ」」コーナーは2023年10月28日まで放送されていた。2023年11月4日から「トレタテ!」コーナーに変更となった。